# Medida de Borel
Em matemática, a Álgebra de Borel é a menor σ-algebra nos números reais R contendo os intervalos, e a medida de Borel é a medida nessa σ-álgebra que atribui ao intervalo [a, b] a medida b − a (onde a < b).